# Aspilota oriens
Aspilota oriens är en stekelart som beskrevs av Sergey A. Belokobylskij 2007. Aspilota oriens ingår i släktet Aspilota och familjen bracksteklar. Inga underarter finns listade.